# 姜贵
姜贵（1908年11月3日—1980年12月17日），原名王林渡，又名王意坚，山東省諸城縣相州鎮出生，是中華民國小说家，1978年獲吳三連文藝獎。

## 生平
清光緒三十四年（1908年）11月3日，姜貴出生在山東省諸城縣相州鎮，父親為一位漢醫兼藥商，母苑氏。其伯父王鳴韶是辛亥革命先烈，二十五歲時參加諸城起義死於諸城，無後。後經王鳴韶遺孀高密任氏（據柳映隄女士之訪問，名「蘭」）所選，立為嗣子。
民國3年（1914年），就讀於相州王氏私立初級小學。
民國7年（1918年），讀高小。
民國10年（1921年），離開故鄉到濟南省立一中讀書。姜貴在《我怎樣寫「旋風」》一文中亦曾說其於此年進入濟南省立一中就讀。後因不喜伯父王翔千時常邀他參加「馬克思學說研討會」討論馬學,便藉故離開濟南,轉學到了國民黨人所辦的青島膠澳中學，並於此時加入國民黨．
民國15年（1926年），畢業於青島膠澳中學，到廣州國民黨中央黨部工作。受時任中央青年部部長的山東同鄉前輩丁惟汾賞識，聘為中央青年部工作人員。後隨北伐軍之進展，跟隨中央黨部由廣州而漢口（1927年）、南昌，最後抵達南京。
民國16年（1927年），在漢口目睹了「寧漢分裂」。此段經驗後來寫成了《重陽》。
民國17年（1928年）冬，姜貴於上海認識了一位護士——嚴雪梅。
民國18年（1929年），根據姜貴於1969年所書之自傳和《無違集》所附之相片，此年5月19日，與嚴雪梅於上海愛文義路之安立甘（Anglican）聖彼得教堂結婚。與妻子居住在上海西藏路之「爵祿飯店」。又根據姜貴《無違集》所附之相片，此年10月10日，姜貴於國民黨中央黨部秘書處任職中央黨務月刊編輯。亦於此年發表第一部小说《迷惘》。據姜貴在《旋風》的自序的說法，他在二十歲的時候就開始寫作長篇小說，初露寫作才華。《迷惘》據他的說法，是「一個畸形戀愛的悲劇故事」，該部小說由上海現代書局出版（後因現代書局倒閉，此書絕版）。姜貴的第二部長篇小說《白棺》也是戀愛故事，其族中長輩王統照先生拿去發表在《青島民報》；可惜後來姜貴與南京書店談版權談不攏，未能出版（後於1978年由台灣聯亞出版社出版）。
民國20年（1931年），「九一八事件」爆發，到北平鐵道管理學院就讀。姜貴創作第三部長篇小說《黑之面》，以共產黨事跡為題材，當時他已具有強烈的反共意識，因此對於共產黨沒有好感，也不認為共產黨有前景可言；然而，這部小說姜貴並不滿意，因此最終被付之一炬。
民國21年（1932年），根據姜貴《無違集》所附之相片，此年跟隨中央黨部部分職員移駐洛陽。又根據其散文《白髮》中所述，姜貴長女王昧禧大約於此年在姜貴於上海浦東洋涇鎮住處降生。但姜貴於《七燭台雙影》一文中又說此住處是民國26年夏間完工，中間時間兜不攏。一種可能是姜貴搞錯了；另一種可能是，姜貴和妻子可能在這住處尚未完工就先搬進去住了。
民國22年（1933年），於北平與顧旦華、闞家楠結為異姓兄弟，姜貴行二。
民國24年（1935年）春，任職於於徐州津浦鐵路，又稱「兩路局」（上海人對於津滬杭甬鐵路局的簡稱），獨居於徐州火車站前之南洋公寓。該公寓原是一家旅館，公家將其租下作為員工宿舍。因公寓環境都是單身漢，好打麻將，周遭又都是風塵女子所住之女管，整日「叫條子」，故相當吵雜，姜貴因此開始養了隻畫眉陶冶身性。這隻畫眉一直養到兩年後抗戰軍興，投身軍旅前，於將此鳥放飛，可此鳥久豢於籠，縱之旋即飛回，無奈才將之送給了管理公寓的老聽差。
民國26年（1937年），姜貴在徐州，用筆名王行巖，撰寫中篇小說《突圍》，描述一二八事變，一群公務員從南京疏散到洛陽的情形，並將原稿寄給當時人在上海的茅盾，不了了之。（這部小說在1939年7月，由上海世界書局所出。）這段時間的生活經歷後來便成了姜貴在寫作《碧海青天夜夜心》時的素材。是年冬，姜貴將妻小安置在重慶之後便投身軍旅，駐軍河南潢川。姜貴於《七燭台雙影》一文中提到，其與妻子在上海浦東洋涇鎮合資所建的房子亦在此年夏天完工。
民國27年（1938年）秋，在其散文《兩戒》一文中曾提及，姜貴曾在這段時間待在廣西南寧。
民國28年（1939年），根據姜貴《育芽記》一文，是年秋，妻子嚴雪梅於重慶北碚產子,難產，胎兒因此被迫人工墮胎，此時姜貴奉命在蘇皖邊區視察。又根據《傷逝與感舊》一文內容推知，該次視察即為《傷逝與感舊》中那段從湖北老河口出發，沿桐柏山北側東行，途經唐河、駐馬店、商城縣、六安、合肥至南京浦口，又經壽縣、穎上、阜陽、南陽回到老河口，歷時七個多月，總長近兩千公里的戎馬之旅。童淑蔭先生在《姜貴研究資料彙編》一文中曾表明：「民國二十六年姜貴投軍參加抗戰，沿桐柏山脈北麓東行，一度曾任戰地視察。並於此段時其姜貴寫了一部名叫《江淮之間》的報導文學，遷台後又曾於幼獅文藝聯載的長篇小說《桐柏山》」，其中所根據的就是此次經歷。
民國29年（1940年），任政工中校，可能因部隊駐紮在湖北省老河口而常出沒於此。此年秋，姜貴居住於鄖陽。此年冬，將妻子接到湖北，同居於鄖陽。
民國30年（1941年），根據姜貴在《我怎樣寫「旋風」》及《突圍》所述，此年春，姜貴人在重慶復興關與關東師範受訓。又於《育芽記》一文中提到，此年姜貴奉命到大別山區工作，與妻子女兒搭船至老河口，搭架子車經阜陽到立煌（今安徽省金寨縣），曾暫住在一位華姓友人家中，不久後遷出。12月23中午，長子王為鐮於此地出生。
民國31年（1942年），在另一篇散文《傷逝與感舊》一文中，姜貴曾提到在那段長達近兩千公里的蘇皖邊境視察之旅之後的兩年，奉派經漢水至漢中出差，路上經過安康市，遇到了一位賣山東黃酒的山東老鄉，姜貴喝了他的黃酒而治好膝蓋損傷的軼事。又根據《育芽記》和《傷逝與感舊》的內容推知，推測該次蘇皖前線視察之行結束於民國29年初，故得知該次在安康市遇到山東老鄉賣黃酒的漢中之行應該發生於此年。
民國33年（1944年），在其散文《白髮》中提到，此年跟著部隊在河南漯河戌守過一段時日，而其長女王昧禧於此年正月在此地夭折，年僅十二歲。兩個多月後（大約是陽曆3月到5月）因日軍於中牟渡河而攜家撤退，經河北老河口而又回到鄖陽。在其散文《兩戒》中提到，此年冬，不知為何，姜貴曾投宿在陝西漢中北關的某座大廟中。因該廟之和尚不喜歡飲酒之人，故入境隨俗把酒給戒了（這一戒，只戒了一年多）。
民國34年（1945年），日本投降。此年冬季，與妻回到上海浦東洋涇鎮舊宅。
民國35年（1946年），春節過後，與妻遷居至上海成都路。於湯恩伯麾下官拜上校，參與上海接收，不久後退役。在這段時期，姜貴任職過銀行經理，並與上海名作家蘇青有過短暫的同居戀情。
民國36年（1947年），接獲家鄉二弟來信曰，母苑氏於民國36年農曆八月初五去世。不堪打擊，遷居至浦東鄉下舊宅，不知所措者長達半月之久。
民國37年（1948年）12月，姜貴為了躲避戰禍，逃離中國大陸至台灣，居於台南。沒多久，其事業就垮了，因此欠了不少債，身陷官司。根據好有童世璋所述，當時其居於台南市公園路一帶，開始了其真正有影響的小说寫作生涯。
民國38年（1949年），屘子王為鉞於台南出生。
民國40年（1951年），據姜貴於1969年6月所書之自傳，姜貴於此年九月開始撰寫《旋風》。另外，根據姜貴於民國四十六年所著之《通漕憶舊》一文中提到「自老妻病廢,六年以來……」，但其妻子嚴雪梅是於民國四十二年中風，不知是否為筆誤。
民國41年（1952年）1月6日，他完成了諷刺小说《旋风》，為反共文学代表作之一。姜貴來到台灣以後，生活並不如意，除了經商失敗、生活困頓，還須照顧多年臥病在床的妻子及三個兒子。為了排遣苦悶，姜貴動筆寫作第五部長篇小說《旋風》，將自己三十年來的所見所聞剪裁、穿插，構成一個完整的故事，花了四個月的時間，在1952年初完成。這部現在被台灣文學界肯定為經典的作品，當時的遭遇並不好，多次被書店、出版社、報紙、雜誌社退稿。
民國42年（1953年），妻子因腦溢血導致半身不遂，臥床不起
民國43年（1954年），據作家尹雪曼在《記姜貴與他的「今檮杌傳」》中所述，姜貴在臺南居住時曾在基督教教會之中工作。又根據其散文《白髮》中所述推測，姜貴大約於此年開始於台南某基督教教會工作，這份工作一幹幹了七年。姜貴曾形容這段在教會工作的生活是「奴隸生活」。這份工作常常讓姜貴被一群滿口仁慈道德，實際上卻刻薄吝嗇的白種人老闆壓榨，而這段經歷就成了《重陽》一書中，主角洪桐葉被洋行老闆夫婦奴役的樣本。姜貴還說，他沒有在那段故事中，藉由洪桐葉的經歷去強調他在教會中所遇到的那些白種人的劣跡，事實上，他們的真實行為更為惡劣。此時姜貴於教會附近租屋，因其住處過於簡陋，不適病人居住，故又於臺南市郊租了一屋給中風的妻子居住，長子屘子於教會禮堂打地鋪，二子則送去了北投復興劇校坐科。一家人從此分住四處。
民國46年（1957年）11月3日，姜貴在50歲生日的時候，自費印了五百本《旋風》，分送各方，沒想到反而讓這部小說得到人們的青睞與廻響。由於自費出版的時候，坊間有相同書名的著作流通，於是姜貴將書名改為《今檮杌傳》。
民國48年（1959年），經吳魯芹的介紹，還原書原來的名稱，去掉原先的對仗回目，由台北的明華書局出版
民國50年（1961年）年中，姜貴辭掉了教會工作，搬離了教會。在搬家的過程中，妻子病逝。8月，一位不知名人士冒充其妻子在大陸的親戚，以「遺棄致死」、「虐待」等莫須有罪名控告姜貴，此冤枉官司一打就打了三年半，把姜貴好不容易開始好轉的經濟狀況又打入了低谷，姜貴從此經濟狀況一蹶不振。此年秋，姜貴應中央日報主編孫如陵先生之邀，開始了「流行小說」之創作，一開啟了姜貴「煮字療饑」寫作品質下降的階段。此年底，姜貴完成了一部短篇《阿圓》，在《我怎樣寫「旋風」》一文曾提到，在這篇《阿圓》刊載的不久之後，姜貴感覺自己不宜於再寫東西，故擱筆長達七個月之久。除此之外，姜貴在此年四月還出版了同樣以共產黨劣跡為題材的長篇小說《重陽》，該書由皇冠文化出版，與《旋風》一同被視為反共文學代表作品，也是姜貴的代表作之一。據姜貴所述，此二書之出版耗費了其大量心力，卻叫好不叫做，因此也害他賠了不少錢。據柳映隄女士於民國63年之訪問，因出版該兩本書所累積的欠債，姜貴一直到訪問當下的民國63年都尚未還清。
民國51年（1962年），《旋風》的版權在未告知姜貴本人的狀況下移至高雄大眾出版社，此出版社出版的《旋風》版本紕漏甚多。據民國63年出版的《無違集》中的《我怎樣寫「旋風」》一文中表示，他說「高雄某書局」所出版的《旋風》是品質低劣到讓作者絕對不能承認的盜印本。而《旋風》的版本不多，當時版權又未賣給「長城出版社」，故姜貴所說的「高雄某書局」很有可能就是大眾出版社。
民國52年（1963年），遷居至台南市郊某公墓附近，取名為「看雲樓」。
民國53年（1964年），因為自覺寫作品質一直往下落，此年的九月開始了長達數月的「停產」狀態。仍居住於台南。
民國54年（1965年）冬，姜貴移居台北，開始了長達數年居住衡陽街成功湖旅社的時期。據柳映隄女士之訪問，姜貴曾以旅館為家長達六年，指的大概就是這段歲月。該年姜貴為生活所苦，又將《旋風》與《碧海青天夜夜心》的版權賣給高雄的長城出版社。又根據姜貴本人在《姜貴自選集》的自傳中寫到，自從此年遷居台北以後，陸續在中央電影公司任駐會編審委員六年，在國際關係研究所兼任研究員一年，都是些收入極微的掛名差事，不得不還是得繼續煮字療飢。
民國58年（1969年），姜貴在此年寫了一篇自傳。其中提到，此時的他因為長期和孩子都處在有一餐沒一餐的「半饑饉狀態」，常常面對一些很難堪的問題，導致他寫作品質不良。
民國62年（1973年），姜貴在搬至台北市泉州街，姜貴亦將那個藏於心中數載的大部頭計畫付諸實行，當時起了一個名，叫作「鼎盛春秋」。打算第一部寫民國15年北伐，第二部寫抗戰，第三部寫復興基地台灣。蔣經國之子蔣孝武時任職於華欣文化事業中心，透過尹雪曼與司馬中原告知而得知此事，後又得知姜貴生活困難，出於愛才，便與尹雪曼溝通，由華欣文化世界出面替姜貴於現台北市三張犁附近的通化街租屋，供其寫作。據姜貴於民國六十二年出版之《無違集》序中所述，因蔣孝武與宋時選二位之助，其方得與二子三子在此共享天倫。除此之外，蔣孝武亦在稿費和版權費之外，提供新台幣一萬元的生活費用。可惜，這件事後來根據尹雪曼回憶，姜貴曾寫封信告訴他說,「不幹了，六個月過去了，一個字都沒寫出來……」其原因，姜貴自己說是因為生活條件不足；但他事後也曾向司馬中原說，要描寫那個時代，不能只寫共匪的罪大惡極，而當時政府的官吏也陋習重重，他不願掩過飾非，所以寫來顧忌太多。（司馬中原所回憶，當年姜貴也曾於吳興街松山寺對面的灩陽山莊二樓居住過，房租亦是由華欣公司代出。姜貴於《無違集》題記中落款「中華民國六十二年五月二十五日，姜貴記於舊坡山前寓樓」，其「舊坡山前寓樓」應該就是此處」。）
民國64年（1975年）春，姜貴在數個月的門診檢查之後，經臺大醫院精神科之醫生判定得了一種名叫Writers's Block的職業病，只要提筆面對稿紙即會目搖手顫，精神恍惚。醫生建議他必須離開書桌，停止寫作。而當時姜貴還在中國時報連載一部長篇名叫《錦瑟年華》，必須靠著鎮定劑和藥酒來寫作，可是卻寫出了一大堆語無倫次的東西，最後不得不放棄，而那部《錦繡年華》也因此夭折。是年8月31日，在小說家朱夜先生（本名朱蔚君）的介紹之下，離開了一住十年的台北，移居到現在霧峰省議會旁的萬佛寺養病，在這裡住了整整五個月。並在此廟中的佛學院中教授國學，學生都是該廟的尼姑，此經驗後來成了《花落蓮成》的養分。（詳見洪醒夫《姜貴先生二三事》以及姜貴《花落蓮成》自序）
民國65年（1976年）1月30日，在好友鍾衍蕃醫師的介紹之下，遷入現今台中霧峰區南柳村柳豐路之護國寺右側廂房第一個房間掛單，結識畫家司馬青雲（本名文德英，兩人因這段斷斷續續為期兩年的室友關係而結成好友）。三個月後重新開始寫稿，一個半月的時間完成了：長篇《花落蓮成》十四萬字；中篇《蘇不纏的世界》三萬五千字。此年8月，國防部總政治作戰部依1966年長城版重印《旋風》，印發中華民國國軍連級部隊。

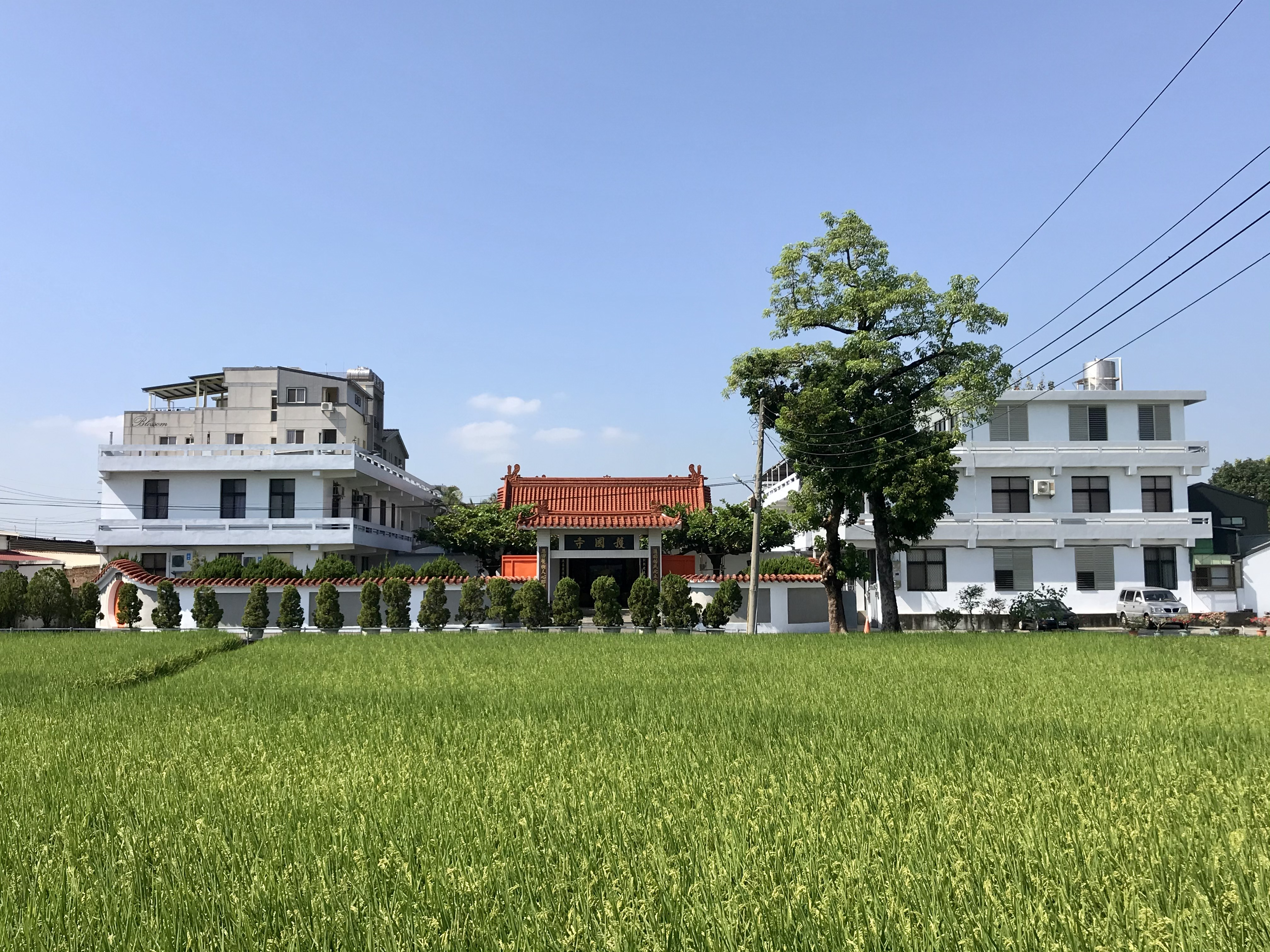
霧峰護國寺

民國66年（1977年）2月1日，姜貴離開了住了一年的護國寺，在台中市火車站鬧區租了間小房間。在那裡住了五個月之後，又搬回了護國寺。在此期間，姜貴先生幾乎與之前在台北的文壇朋友斷了聯繫，只有護國寺住持如虛法師、司馬青雲、鍾衍蕃醫師、作家耕心比較了解當時姜貴的生活。
民國67年（1978年），姜貴榮獲吳三連文藝獎，意味著：長期不被台灣文壇主流人士重視的姜貴，逐漸受到人們的注意。為了呼籲改建護國寺出版了一個小冊子《護國寺開山記》。
民國68年（1979年）夏，根據姜貴好友鍾衍蕃醫生於《追悼姜貴先生》一文中所述，姜貴因護國寺改建不堪其擾，經人介紹復搬回至之前台中市繼光街租屋處附近的繼光街57號306室租屋。此時期的姜貴先生開始與台中地區的文藝界朋友較有聯繫，如：楊逵、耕心、胡萬川教授、徐秉鉞、陳篤弘。
民國69年（1980年）12月17日傍晚，姜貴先生三子王為鉞先生於此租屋處，發現姜貴倒臥於地上，腦溢血去世，享壽七十有二，與妻子嚴學敏女士合葬於現在台中榮總、東海大學附近的臺中示範公墓。身後留下一本正連載中，尚未完成的長篇史詩《奔流》。
自姜貴先生於民國64年（1975年）8月31日離開台北遷居至霧峰萬佛寺，至民國69年（1980年）12月17日病逝於台中火車站前繼光街租屋處，期間五年又三個半月，姜貴先生完成了「花落蓮成」、「雲漢悠悠」、「曲巷幽幽」、「曉夢春心」四部長篇，以及「蘇不纏的世界」一部中篇。其人生第二部小說，早年寫於中國的「白棺」亦在此時出版，加上未完稿的《奔流》，成果豐碩。
姜貴少年時期的事蹟，目前學界還是所知甚少。台灣文學研究者應鳳凰在九歌出版社版《旋風》所附的〈作者生平及其作品目錄〉一文，提到：少年時期的姜貴為了「躲避馬克思主義學說的洗腦」，便藉故離開濟南，轉學至青年，並在此時加入國民黨；「民國十六年，他歷經寧漢分裂、南昌暴動，對共產黨的形成、滋長、本質有了便深刻的了解，這也是他後來寫《旋風》的主要原因。」關於他早年的經歷，還有另一則說法，是：姜貴畢業於私立北平鐵道學校，之前曾赴廣州從軍，參與革命軍；北伐成功以後，他在南京『中央黨務月刊』擔任編輯」

## 作品
姜贵一生出版了二十三部小說，大多為長篇小说，一些是中、短篇小說，他的其他作品有：《春城》、《江南江北》、《碧海青天夜夜心》、《乍暖還寒》、《白金海岸》、《小園花亂飛》、《卡綠娜公主》、《朱門風雨》、《妒花記》、《焚情記》、《湖海提塵錄》、《烈婦峰》、《喜宴》、《桐柏山》、《白馬篇》、《花落連成》、《蘇不纏的世界》、《雲漢悠悠》、《白棺》、《曲巷幽幽》、《永遠站著的人》等小說作品。散文創作方面，姜貴曾出版《無違集》。選集的出版方面，姜貴生前有《懷袖集》(春雨樓出版社，1960年9月)出版、《姜貴自選集》(1980年3月)；他過世以後，九歌出版社為其出版《姜貴小說續集》，收錄他的短篇小說作品。姜貴的作品當中，被文學史家、學者、讀者推崇的作品有《旋風》、《重陽》等作品。

### 散文
- 《無違集》，臺北幼獅文藝社，1974年8月

### 小說

#### 長篇小說
- 《迷網》，上海現代書局，1929年
- 《黑之面》，未出版,寫於1937年
- 《今檮杌傳》，自印，1957年10月(註：原名《旋風》)
- 《重陽》，臺北作品出版社，1961年4月
- 《春城》，臺北東方圖書公司，1963年
- 《江南江北》，香港真理學會，1963年1月
- 《碧海青天夜夜心》，高雄長城出版社，1964年7月
- 《乍暖還寒》，台灣新聞報，1965年（後被出版社改名出版,下落不明)
- 《白金海岸》，臺中臺灣省新聞處，1966年5月
- 《小園花亂飛》，台灣中華日報社，1966
- 《卡綠娜公主》，臺北聯合圖書公司，1967年六月
- 《朱門風雨》，臺北聯合圖書公司，1967年1月
- 《爐花記》，台灣自由談雜志社，1967年
- 《焚情記》，臺北聯合圖書公司，1968年1月
- 《湖海揚塵錄》，臺北中國時報社，1968年11月(使用筆名「辛季子」)
- 《烈婦峰》，臺北驚聲文物出版社，1971年11月
- 《喜宴》，一開始是在中央日報副刊連載六個月。後經由詩人上官予之推薦，由台灣中華電視台改編成連續劇。由於電視劇之成功，小說版權亦被中華電視出版社取得，於1972年三月出版，臺北陸軍總司令部亦於1972年1月出版。
- 《白馬篇》，臺北幼獅文藝社，1974年6月
- 《桐柏山》，幼獅文藝，1974年，只連載未集結成冊出版。
- 《錦繡年華》,1975年連載於中國時報,後因姜貴身體不適而停載，因此夭斬。
- 《花落蓮成》，臺北遠景出版公司，1977年2月
- 《白棺》，臺北聯亞出版社，1978年5月
- 《曲巷幽幽》，臺北天華出版社，1979年1月
- 《姜貴自選集》，臺北黎明文化公司，1980年3月
- 《翡翠》，存書不詳．1971年驚聲文物出版社出版的《烈婦峯》之作者介紹曾提及此書

#### 中篇小說
- 《突圍》，上海世界書局，1939年7月 160
- 《蘇不纏的世界》，臺北遠景出版公司，1977年3月
- 《雲漢悠悠》，臺北時報文化出版公司，1978年1月

#### 短篇小說
- 《六月霜》短篇集：因為書中之短篇全數寫於姜貴無端受人陷害身陷官司的那三年半之中，故取名「六月霜」。此書版權賣給臺南文心書局，但在送印時，印刷廠老闆「正巧」遭控匪諜被押，印刷廠無人主持，《六月霜》之原稿就莫名失蹤了。其中之數十短篇散見於當時台港兩地各報章雜誌，只有序文載於姜貴的散文集《無違集》之中，以資紀念。
- 《永遠站著的人─姜貴短篇小說選》應鳳凰編，臺北九歌出版社，1982年8月 ，系應鳳凰女士依照姜貴先生的《「六月霜」自序》中所述之六月霜大致內容,苦力收集而成。
- 《姜貴的小說續編─姜貴中短篇小說集》應鳳凰編，臺北九歌出版社，1987年5月
- 《夜半》，存書不詳．1971年驚聲文物出版社出版之《烈婦峯》之作者介紹中曾提及此書
- 《一片雲》，存書不詳．1971年驚聲文物出版社出版之《烈婦峯》之作者介紹中曾提及此書

#### 評論集
- 《懷袖書》,春雨樓出版公司，1960年9月（內容主要收錄姜貴的好友們針對《旋風》的感想與回函，由姜貴自費出版。）

#### 報導文學
- 《江淮之間》，姜貴在《姜貴自選集》中的自傳提到，於民國二十六年抗戰時期，奉命於豫鄂皖地區戰地區執行戰地偵查，曾經將沿途所見聞之紀錄出版成冊，名為《江淮之間》．

#### 電視編劇作品
- 《喜宴》
  - 製作、播出：台灣中華電視股份有限公司
  - 主演：龍隆飾邱新符、高幸枝飾高月蘭、張玲飾喜鵲五兒

## 評價
夏志清推崇姜貴是「晚清、五四、三十年代小說傳統的集大成者」，並且肯定他的代表作《旋風》是一部「能夠發人深省的研究共產主義的專書，與張愛玲的《秧歌》和《赤地之戀》佔著同樣的地位」。此外，他也指出：姜貴的《旋風》是「中國諷刺小說傳統─從古典小說到近代作家如老舍、張天翼和錢鍾書─中最近一次的開花結果。」，還說：「張愛玲的短篇，無論人物與背景，多出自中國小說的傳統。姜貴對西方小說的技巧，在訓練上雖不能和張愛玲相比，但野心卻大，因為他的《旋風》是揉合著中國傳統小說和西方『浪人小說』(Picaresquenovel)技巧的產品。」
蔣夢麟則肯作姜貴的《旋風》的寫實性，他在寫給姜貴的信中說道：「本書以小說體裁寫北伐與抗戰期間前後土共發展的歷史，其中移植穿插多本於事實，故可作土共發展實錄看，亦可作共黨搶奪政權歷史看。」
陳雨航則說《旋風》是部怪誕的經典小說，他認為：小說談到的共產或其他的理論其實極少，也非其重點，反而是小說裡眾多人物、對話相當生動，情節出奇，展現作者世道嫺熟、人情練達的特質；其次，小說內容描繪的情影、人事等荒誕、恐怖、悲慘，幾無正面人物，連最後主人翁的理想破滅，被兒子和部屬出賣，也不能引起所謂的悲劇的情滌作用。陳雨航盛讚這種怪誕感成就了這部小說的美學高度，也是其魅力所在。
台灣文學研究者彭瑞金認為，姜貴的《旋風》和《重陽》相較於當時諸多手法低劣、大量粗製濫造的反共八股，他的小說別有勝境。控訴共黨暴行的同時，並不避諱以寫作手法暴露中國社會腐敗、人心詭譎險惡，不合當局虛美自己、極力醜化敵人的反共原則。
姜貴的另一力作《碧海青天夜夜心》，得到九歌出版社諸位編輯者的肯定，稱讚小說「刻劃近代中國社會的悲歡離合及驚心動魄的兒女情懷，兼顧反諷與同情，為中國現代文學史，留下了珍貴的紀錄。」中國文學的研究者張素貞肯定這部小說，認為小說「以家國感情統貫四角戀情的小說」深刻地映現人性。
作家尼洛在「從姜貴先生的旋風談中國三十年代的文學現象」中，談到了姜貴與那些和中國三零年代作家之不同。他說，三十年代的作品如魯迅的「阿Ｑ正傳」、茅盾的「子夜」、巴金的「家春秋三部曲」、老舍的「駱駝祥子」，都是描寫當時中國的社會現狀，解釋中國之所以落後不進步的原因，讓讀者詛咒、看不起中國自己的文化，也就是要大家起來革命。卻沒有一個人探討用共產主義解釋中國問題，是不是理性？……姜貴筆下的人物不但不同於三十年代作家的作品，而且是對當時作家的抗議，對丁玲、巴金、茅盾的抗議。

## 家庭
- 母：根據姜貴《無違集》與《姜貴自選集》中之自傳所述，其母出生於山東諸城石家埠苑家，閨諱「瑣娥」。嫁至王家後，為王家誕了四子二女，姜貴行二，老大與三女皆早夭。而後兩位小弟，因姜貴自小離家而僅有數面之緣。據姜貴所述，其母雖對丈夫百般順從，卻因為身高過高而不得丈夫寵幸。因山東諸城受匪禍較早，其母曾在人民公社之類的集中管理之下生活，卒於民國三十六年農曆八月初五。
- 父：王鳴珂，字珮軒。本是八股出身，因科舉廢除，便不再讀書。興趣廣泛，習醫、蓄小跟班、養鳥、飲酒。曾習眼科、內科、外科，「祖業」凋零之後，便自為藥商，兼營「仕宦行台」的客棧和骨董商掮客，姜貴一家人靠此餬口。
- 嗣父：王鳴韶，王鳴珂之兄．畢業於山東某德國技術學堂，二十五歲時響應武昌起義而參與諸城起義，清兵屠城遇劫，壯烈成仁．按傳統華人「無後為大」之觀念，其過世數年後，尤其妻指定，過繼其弟之長子姜貴為嗣子．
- 嗣母：任蘭寅，王鳴韶之妻．由於姜貴父親長年在外，又因與姜貴之家人同住於祖宅，任蘭寅雖名為嗣母，在姜貴之成長過程中其亦確實分攤了母親一職的部份工作．
- 四弟：王愛堅，原為鄉公所職員，後因相州淪陷，不容於共產黨而遷居至青島，在法院任事．
- 五弟：王寧堅，小學教員
- 三妹：乳名「報恩」，早夭。
- 六妹：根據姜貴之散文《拴不住的拴兒》，他有位妹妹，不知排行，只知名叫「王圓」，後嫁給一位海軍軍官．
- 妻子：嚴學敏，本名嚴雪梅，上海人，寶隆醫院畢業之護士，年紀比姜貴長兩歲。因在德國醫院工作，故能說德語。與姜貴在上海認識，兩人皆為英國安立甘教派信徒（但姜貴後改信天主教，更於死前改信佛教），民國十八年兩人在上海結婚。戰時曾在重慶北碚武庫街的某間醫院當護理長。其父嚴長齡，其叔為上海名俠嚴九齡。嚴學敏曾為姜貴誕下四子一女，其中第二胎因產時癇發作，為了保住母體不得不犧牲胎兒而無緣出世。來台後中風。其死後，曾有位不明人士自稱是其於中國之遠房親戚，用了一些「遺棄致死」、「虐待」、「疏於照顧」之類的罪名來控告姜貴。這場無名官司一打了就打了近十年，本來就沒什麼錢又上了年紀的姜貴，因為這場官司，從此離不開「赤貧」二字。後來，台灣南部破獲某共產黨間諜案，該位「姻親」以主嫌資格被控入獄。姜貴當時已經靠著《今檮杌傳》在台灣成為火紅的「反共作家」，而這位來路不明的「姻親」是共產黨黨員，這中間道理就不再贅述（請參考，姜貴《無違集》的自序，司馬中原《寂寞長途－－悼念姜貴先生》,以及上官予的《追懷作家姜貴》）。據作家周棄子在《讀「今檮杌傳」》一文中所述，因為此事和這本書的版權問題，姜貴一生一直覺得《今檮杌傳》是不祥之物，直到死前才將其視為其代表作。
- 長女：王昧禧，據姜貴《白髮》一文，出生於上海浦東，並推估其降生於1932年。根據姜貴之散文《育芽記》所述,姜貴於民國二十九年奉調至大別山區工作時,此女一直跟在夫妻倆身邊。1944年，在河南漯河因得了不及救治之絕症而夭折，得年僅十二歲。閨女亡故數日之後，姜貴於頭上發現了人生第一根白髮，本欲拔除，後思以此記念早夭之閨女，不忍拔之，故終生蓄留白髮。姜貴曾於《傷逝與感舊》一文中透漏一些玄機，王昧禧可能不是姜貴與妻子嚴學敏親生女兒。
- 大兒子：王為鐮，1941年12月23日生（農曆十一月六日），曾於台中監理所任職，居於臺中潭子。據姜貴在散文《兩戒》一文所述，其於十歲之前是個「藥比飯吃得多」的藥罐子。
  - 孫女：王之秀，長子王為鐮所出。
- 二兒子：王為錯，在復興劇校就讀，攻鬚生，根據姜貴好友作家墨人回憶，藝名是王復為（墨人說不甚確定），後從商。[note 3]據說為一出版商人。
- 三兒子：王為鉞，1949年於台灣出生，曾就讀於台中中國醫藥學院。

## 朋友
- 曾少華：河南信陽潢川人，姜貴從軍時之勤務兵。曾隨姜貴一同從湖北老河口步行至蘇皖邊界前線偵查（最遠曾至南京浦口），一同出生入死，又曾經數度冒死將姜貴之妻從重慶接至湖北。後來因成家而退伍，於鄖陽縣城的城南開了一家燒餅舖。姜貴曾說，曾少華對他和妻子來說已經不只是朋友而是家人了。抗戰勝利後，姜貴一人先行前往上海。半年後，時已退伍的曾少華又從鄖陽護送姜貴妻小至上海，姜貴當時人在無錫，兩人在無錫見了一面，此次一別，兩人再無相見。姜貴曾說，如果有一天他能回到故鄉，他第一件事就是要去尋訪曾少華。可惜，姜貴去世於1980年12月，距離政府開放探親還有六年十一個月又兩周。

## 軼事
- 居姜貴在散文《兩戒》中所述，其煙癮頗大,平均兩天五十支。其曾經因為不堪菸癮發作，在某班京滬路的夜車上，從地板上撿菸屁股抽。
- 姜貴作生意失敗的往事相當不為人知，只有當時人也住在南台灣的司馬中原在《寂寞長途－－悼念姜貴先生》一文中提及是養雞。
- 姜貴的兒子們曾因為《旋風》、《重陽》的賠錢而責問他。他們說：「你的書擺在書店哩，連個去翻翻的人都沒有，到底有什麼意思！你實在應當去寫武俠小說，賣賣錢，改善一家人的生活。」
- 據童世璋先生於《起旋風，悼姜貴》一文中所述，姜貴曾於在台中火車站附近的繼光街租屋，該處出入份子複雜亦有特種行業供作者居之，姜貴針對此事曾說：「視而不見，聽而不聞，風塵於我何有哉？」其個性獨來獨往，只好與三五好友喝九聊詩詞，他常跟人說：「人多熱鬧的地方找不到他。」同文中亦提及姜貴年輕一曾任職於山東省政府科長，也曾為某一位方面大員掌機要。
- 據姜貴的好友作家耕心在《祭姜貴先生》一文中說述，姜貴這人說一不二，黑白分明，有著山東人的正義感和敢言。他說夏志清這位發覺姜貴文采的伯樂，曾發表了一些有欠公正的言論。姜貴還是不念往日情面地寫了封信到美國去，說他身在美國不名國內實情，勸他少管閒事，少發言論。（但兩人事後仍然交好，姜貴生前在寫其最後遺作《奔流》時，都還會將稿寄給遠在美國的夏志清。）
- 據王鼎鈞先生於《我見姜貴思性情》一文中所述，姜貴曾告訴他，當年姜貴在中國曾從事過情報工作。姜貴因此知道行走中的對象比較不容易被竊聽，所以他和姜貴常常聊天都是邊走邊聊。
- 據墨人在《細說姜貴》一文中所述，他和姜貴的認識是因為姜貴曾經欠一位天主教神父的錢。當時墨人雖然不認識姜貴也不信天主教，但是他曾與當時在台北輔仁天主教大學任教又與天主教關係密切的作家張秀亞有一面之緣，姜貴因為需錢孔急，想托張秀亞向該神父說情，故藉著朋友的介紹找上了墨人。而這位介紹人朋友就是當時在《作品》雜誌擔任編輯的章君榖，而章君榖之所以會推薦姜貴去尋求墨人的幫助是因為，墨人是個業界有名從不脫稿、從不預支稿費、信用良好的作家，由他去向張秀亞說情可能會有用。墨人雖然沒有成功「達成任務」，但是卻因此與姜貴成了好友。姜貴住在台北衡陽街成功湖旅社的那段時期，墨人剛好在中山堂上班，兩人幾乎見面聊天吃飯。也因此從姜貴口中得知了他當年在上海湯恩伯總部任上校秘書時，那段與蘇青同居的往事。除此之外，墨人還提及，當時姜貴身邊有一位年僅三十多歲、交往頗長久的女伴。
- 墨人和王鼎鈞兩位先生，都曾經在文中提及姜貴當時經濟狀況十分不穩定，常常到處和朋友周轉，而朋友們也因為喜歡姜貴的為人和愛惜他的文才，都會出借。上至文人作家好友，下至路邊的算命仙，都曾救濟過姜貴。另外，這兩位也都在文中提過姜貴愛算命。墨人一在文中提及，姜貴當年在台南作生意失敗就是因為聽了算命仙的話，那算命仙批他的命是「人生得此可以無憾矣」他信以為真，就放膽去做生意，結果一敗塗地。
- 姜貴居住於霧峰護國寺時，因為writer's block未癒，無法寫作。護國寺只收取了一次象徵性的膳宿費用，減去了這位苦命文人的肩上重擔。但是他因為兒子大學的學費和生活費，姜貴還是窮到令人吃驚的地步，三不五時得向好友鍾衍樑醫師、司馬青雲、如虛法師「打秋風」。據司馬青雲所述，有次就讀於台中中國醫學院的三子騎單車至霧峰護國寺探望他，臨走之時，他特地跑到隔壁敲司馬青雲的們，只為了借一筆五十一百的小錢。
- 在1981年，姜貴剛去世，9月的《文學思潮》中，有一篇約六十多頁姜貴紀念特輯，收錄了多篇姜貴生前好友所寫的悼念文章。這些文章中常提到，姜貴常常因為缺稿費，化名寫了一些品參差不齊的中短篇，甚至寫了一些品質低劣的長篇。
- 據洪醒夫在《姜貴先生二三事》一文中所述，《花落蓮成》和《蘇不纏的世界》兩篇小說原本只是一篇，姜貴將稿寄給A報社，編者嫌兩頭不好，中間一段極佳，稿子被退了回來。他又將稿記給B報社，編者說兩頭極佳，中間不好。於是姜貴先生將原稿大動手術，兩頭切掉，拿出中間部份把他修改成一篇體制完美的中篇記給A報社，是為《蘇不纏的世界》。又將兩頭修飾一番，使成一篇結構健全之長篇寄給B報社，是為《花落蓮成》。
- 姜貴的《雲漢悠悠》本名為《XX樓記》，《碧海青天夜夜心》本名《海誓》，都是姜貴賣文營生，配合出版社老闆的意思而改的。
- 據姜貴的好友作家耕心在《祭姜貴先生》一文中說述，在姜貴過世的那天下午五點十分，耕心去拜訪姜貴，只見姜貴房中燈火透亮。依照姜貴習慣，其出門必會關燈，但敲門卻始終不應。耕莘一邊懷疑一邊跑到樓下大廳問總機服務小姐，她說姜貴出門了。耕心不疑有他，轉身正欲離去，正好有封姜貴的信從信箱中掉了出來，耕莘撿起放回信箱後便離去。事後，姜貴的兒子告訴耕心，法醫推定姜貴的計算發病倒地的時間，大約為下午五點。因此耕心始終相信，那封信是老天要藉著讓他把信拿給姜貴來救姜貴一命，所以他對此事頗感自責。
- 據吳德明教授在《敬悼我的朋友姜貴先生》一文中提及，姜貴生前的手稿在其生前好友清華大學中文系教授胡萬川先生的推動之下，全部存放於法國漢學院圖書館。

## 關於旋風的版權問題
- 根據民國七十年九月十日出版之《文學思潮》中，《姜貴特輯》裡的「姜貴日記」，姜貴寫了「十一·三　今日是我生日，苦念諸母。曾錦芳電告，已從沈秋和購回《旋風》、《碧海》兩書版權，廿八萬元。晚與兒孫輩在牛稼莊喫火鍋，逛北屋」。表示姜貴在生前已花了二十八萬元，委託曾錦芳，從長城出版社負責人沈秋和手中購回《旋風》、《碧海青天夜夜心》之版權。但是於九歌出版社2009年增訂初版的《旋風》最後那篇《關於九歌版旋風》一文中，九歌的編者卻說「民國八十八年五月二十一日，承長城出版社沈秋和美意，轉讓《旋風》及《碧海青天夜夜心》版權予九歌」。這中間版權到底是在姜貴先生名下，還是長城出版社沈秋和手上？

- 承上述，九歌出版社於2016年五月的增訂新版《旋風》中的《增訂新版緣起》一文中卻又說「1999年，於「台灣文學經典三十」的研討會上，張曉風在場建議，應由聯合報或九歌讓《旋風》再度面世。九歌創辦人蔡文甫答應設法解決版權問題後，充新再版。」請問九歌到底是在1995年拿到了《旋風》、《碧海青天夜夜心》的版權,還是1999年阿?

（補充一下，2016年,九歌的官方FB也有以下論述：「1999年，聯合報舉辦《台灣文學經典三十》，《旋風》名列其中。蔡文甫應邀主持其中一場研討會，張曉風女士在會場建議，由聯合報副刊或九歌文教基金會，影印絕版多年之《旋風》，提供喜愛閱讀之讀友。蔡文甫當場說明不能違反著作權，並答應設法解決版權問題後重新再版。經過多方探聽，找到版權所有人長城出版社負責人，親赴高雄，購回《旋風》及《碧海青天夜夜心》二書版權，並於同年重排精印，使得這絕版多年的名著，得以重新問世。」)

## 研究
- 單篇論文、評論：夏志清的〈論姜貴的《旋風》〉、洛曉湘〈從《旋風》看姜貴的反共意識〉、亞菁〈姜貴、張愛玲、陳若曦小說的『反共意識』〉、呂清泉〈張愛玲與姜貴反共小說之比較〉、王德威〈小說、清黨、大革命、茅盾、姜貴、安德列、馬婁興一九二七年政治風暴〉等[10]。。

## 註解
1. ↑  據姜貴在散文《臺南、濰水、巴山》一文中所述：「我在我的故鄉的出生地，僅僅住到十二歲半就離開，從此東飄西泊，居止靡定。」推算他大概就是在這一年的年中離開了故鄉山東諸城到濟南省立一中讀書的。姜貴在《我怎樣寫「旋風」》一文中亦曾說其於此年進入濟南省立一中就讀。
2. ↑  姜貴自傳，1969年
3. ↑  此資料出於姜貴先生所著之《無違集》，上官予在《追懷作家姜貴》一文中，說念復興劇校的是長子王為鐮，應為上官予錯記。